# Strojarski tehničar
Strojarski tehničar na području Republike Hrvatske je osoba srednje stručne spreme (SSS) sa završenom četverogodišnjom strojarskom srednjom školom.
Upoznat je sa strojarskom proizvodnom opremom, može vršiti razradu konstrukcijske i proizvodne dokumentacije, proizvodnog procesa, te, unutar pogona, nadgledati proizvodnju.